# Gletschergarten Luzern

«Gletscherschliffe» im Gletschergarten Luzern, April 2009

Der Gletschergarten in Luzern ist ein Naturdenkmal mit Park und Museum. Er befindet sich unweit des Löwendenkmals, des Alpineums und des Bourbaki-Panoramas und ist auf der Liste der Kulturgüter in der Kategorie A als national bedeutend vermerkt. Gletschertöpfe versetzen den Besucher in Zeiten, als riesige Gletscher das Land bedeckten oder hier subtropische Palmenstrände zu finden waren.

## Geschichte

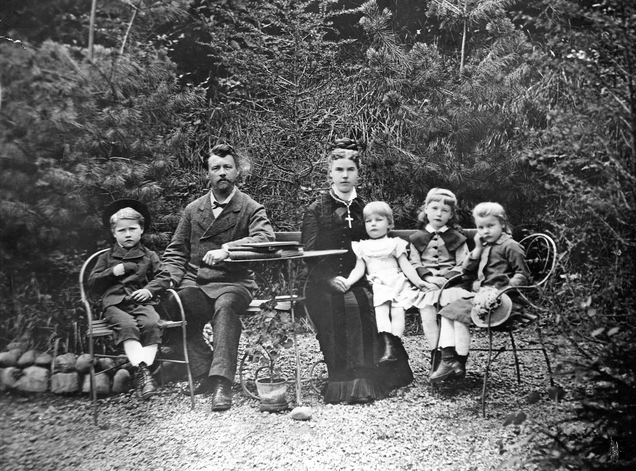
Josef Wilhelm und Marie Amrein-Troller 1879 mit ihren Kindern

Bei Bauarbeiten für einen Weinkeller entdeckte Josef Wilhelm Amrein-Troller (1842–1881) am 2. November 1872 hier die ersten, vor ca. 20'000 Jahren entstandenen Gletschertöpfe. Am 1. Mai 1873 eröffnet er das Museum, das Museumsgebäude (Schweizerhaus) selbst stammt aus dem Jahr 1874. Die Ausgrabungen dauerten bis 1876 an.
Nach dem Tod von Josef Wilhelm Amrein-Troller war seine Witwe Marie Amrein-Troller massgeblich am Ausbau und dem Weiterbestehen des Gletschergartens beteiligt. Ein Kassenhaus sowie das Schwyzerhüsli (beide im Stil eines Chalets) entstanden im Jahr 1884. 1895 wurde das Hauptgebäude erweitert und 1896 das Clubhaus mit einem Diorama eines Gletschers erstellt. Von 1965 bis 1970 erfolgte ein Anbau im Südosten des Museumsgebäudes. 2022 wurde eine Erweiterung nach dem Entwurf der Architekten Miller & Maranta gebaut.
Getragen wird die Institution von der Stiftung Gletschergarten Luzern.

## Sammlung und Ausstellungen

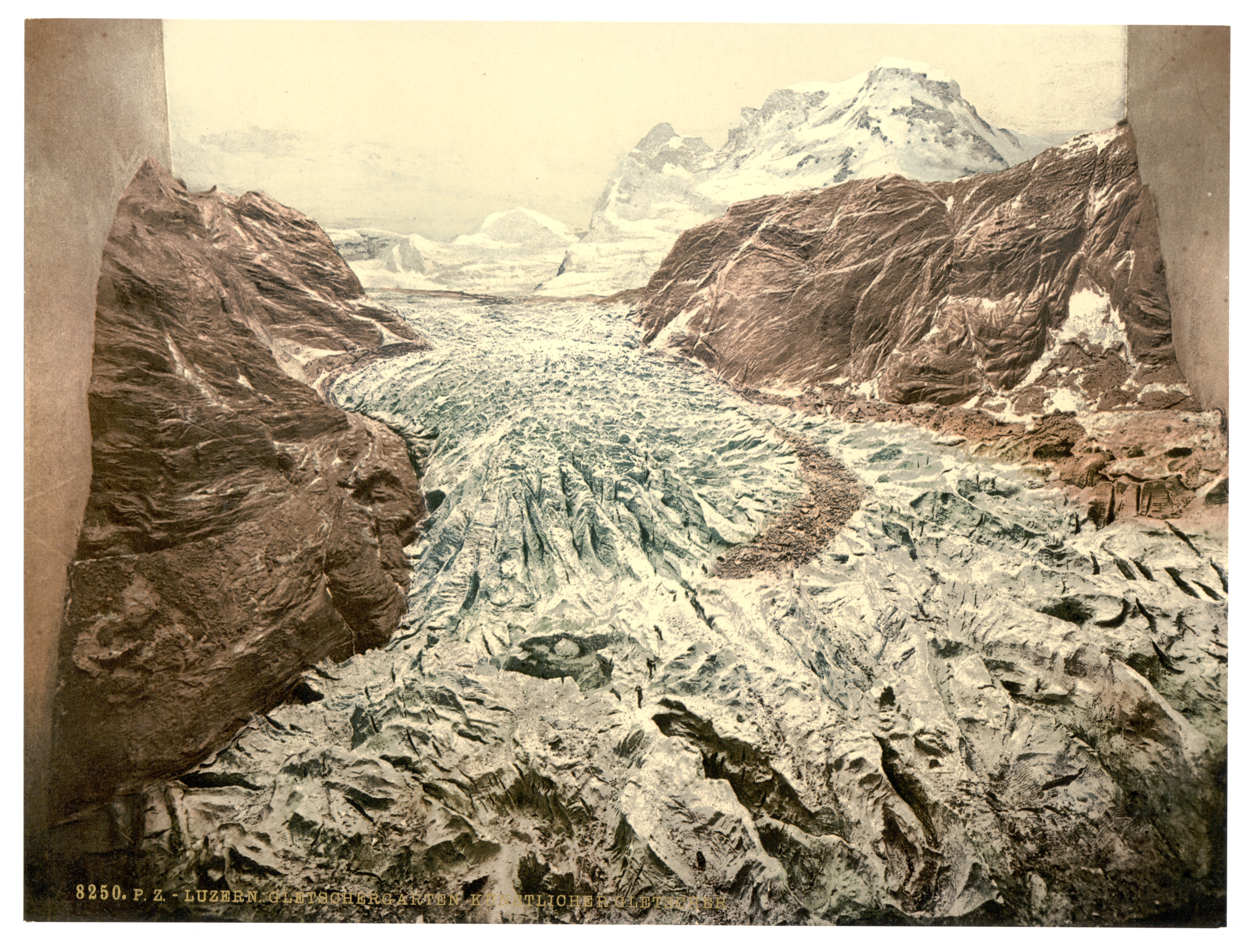
Gletschermodell aus dem Gletschergarten,
Photochromdruck, Photochrom Print Collection,
zwischen 1890 und 1900

Es werden wechselnde Sonderausstellungen sowie z. B. alte Landkarten und ein grosses Landschaftsrelief der Urschweiz gezeigt. Dieses wurde von 1762 bis 1786 vom Schweizer Franz Ludwig Pfyffer gefertigt und gilt als ältestes solches Relief der Welt. Die Ausstellung befindet sich im Museumsgebäude, welches das ehemalige Wohnhaus der Familie Amrein ist.
Zum Museum gehört auch ein Alpenpark mit 4000 verschiedenen Pflanzen, auf dessen höchstem Punkt (der Sommerau) sich der Aussichtsturm Gletschergarten von 1875 befindet. Seit dem Jahr 2022 ist dieser durch das Felseninnere (der sogenannten Felsenwelt) erreichbar. Mit dem Aushub wurde gleichzeitig ein Sandstein-Pavillon erstellt, in dem sich die Sonderausstellungen und ein kleines Kino mit dem Nachfolgefilm der «Jahrmillionen-Show» befinden.
Eine weitere Attraktion ist das Alhambra, ein Spiegellabyrinth im Stil der Alhambra von Granada aus dem Jahr 1896. Es wurde für die Landesausstellung in Genf erstellt und ist seit 1899 in Luzern.